# 新御三家
新御三家，是日本1970年代的人氣偶像歌手鄉廣美、西城秀樹及野口五郎三人的合稱，這是仿傚了早期的橋幸夫、舟木一夫及西鄉輝彥「御三家」的稱號。

## 概要
- 前輩「御三家」3人年齡和出道時期有距離，不過，「新御三家」無論在年齡(1955年-1956年)及出道年份(1971年-1972年)都十分接近，所以三人是同時期的競爭對手。
- 鄉廣美的可愛、西城秀樹的男子氣慨及野口五郎的和善，三人各有不同的特質，深受全國年輕女性的歡迎。
- 能唱能跳的鄉廣美、以搖滾樂為主的西城秀樹及有音樂細胞的野口五郎，各有不同的風格。
- 三人的歌曲經常登上歌曲排行榜，還有演唱會、電視台及電台音樂節目、電視劇、廣告、電影、舞台等各種活動，都十分活躍。
- 鄉廣美與西城秀樹相互比較之處：寫真的銷量、演技能力（舞蹈和動作）、英雄性、一般性、運動細胞。
- 野口五郎與西城秀樹相互比較之處：歌唱能力、音樂性（吉他和鼓）、魅力、專門性、音樂獎項等。
- 鄉廣美與野口五郎相互比較之處：二人溫柔甜美、穩健保守派的偶像色彩。
- 西城秀樹帶辣味的硬朗形象，常與出身搖滾樂隊的澤田研二拿來作比較。
- 三人被稱為「新御三家」後，成為較早出道及走紅的澤田研二的最大競爭對手。
- 往後又有新的男性偶像被稱為「新新御三家」及「新新新御三家」。
- 1980年代新一代的男性偶像，田原俊彥繼承了鄉廣美，近藤真彥繼承了西城秀樹，野村義男繼承了野口五郎的路線。
- 西城秀樹於2018年5月16日因心臟衰竭逝世，終年63歲。[1]